# Paul Caspi
Pour les articles homonymes, voir Caspi.
Paul Caspi, né le 13 septembre 1944 à Montsalvy dans le Cantal et mort le 24 avril 2012 à Grenoble, est un informaticien français.

## Biographie
Ancien élève de l'École polytechnique (X 1965), Paul Caspi a soutenu une thèse d'état le 25 mai 1978 intitulée Sur l'identification des systèmes linéaires déterministes instables à l'université de Grenoble. Il était directeur de recherches émérite au CNRS et membre du laboratoire Verimag à Grenoble.
Il est le co-inventeur du langage de programmation  Lustre, qui appartient à la catégorie des langages synchrones. Lustre a été industrialisé par la société Verilog sous le nom de SCADE et a servi en particulier à la conception des logiciels de contrôle-commande des centrales nucléaires, des logiciels de commande de vol des avions Airbus (à partir de l'A340) et des logiciels de contrôle-commande de nombreux systèmes ferroviaires (trains, métros, hélicoptères, grues…). Le logiciel SCADE est aujourd'hui commercialisé par la société Esterel Technologies. 
Paul Caspi a également travaillé sur de nombreux domaines de recherche liés aux systèmes à sûreté critique, dont les réseaux de Kahn, les architectures sûres de fonctionnement, la fiabilité du logiciel, et les techniques de répartition automatique de programmes synchrones. Il a reçu le Prix Monpetit de l'Académie des Sciences en 2004 avec son collègue Nicolas Halbwachs.
Le prix de thèse Paul Caspi de l'ACM SIGBED (http://sigbed.blogspot.fr/p/awards.html) est attribué chaque année à un jeune docteur en informatique dont les résultats de thèse ont été reconnus comme étant exceptionnels et dans l'esprit des travaux de Paul Caspi.